# Młodoszowice
Młodoszowice (deutsch Zindel) ist ein Ort in der Stadt- und Landgemeinde Grodków (Grottkau) in der Woiwodschaft Opole in Polen.

## Geographie
Das Angerdorf Młodoszowice liegt neun Kilometer nordwestlich von Grodków, 15 Kilometer südwestlich von Brzeg (Brieg) und 50 Kilometer westlich von Opole (Oppeln) in der Schlesischen Tiefebene. Nördlich verläuft die Autobahn 4 und östlich die Droga wojewódzka 401.
Nachbarorte von Młodoszowice sind im Westen Bąków (Bankau), im Norden Jaworów (Klosdorf), im Nordosten Przylesie (Konradswaldau) und im Nordwesten Kolnica (Lichtenberg).

## Geschichte

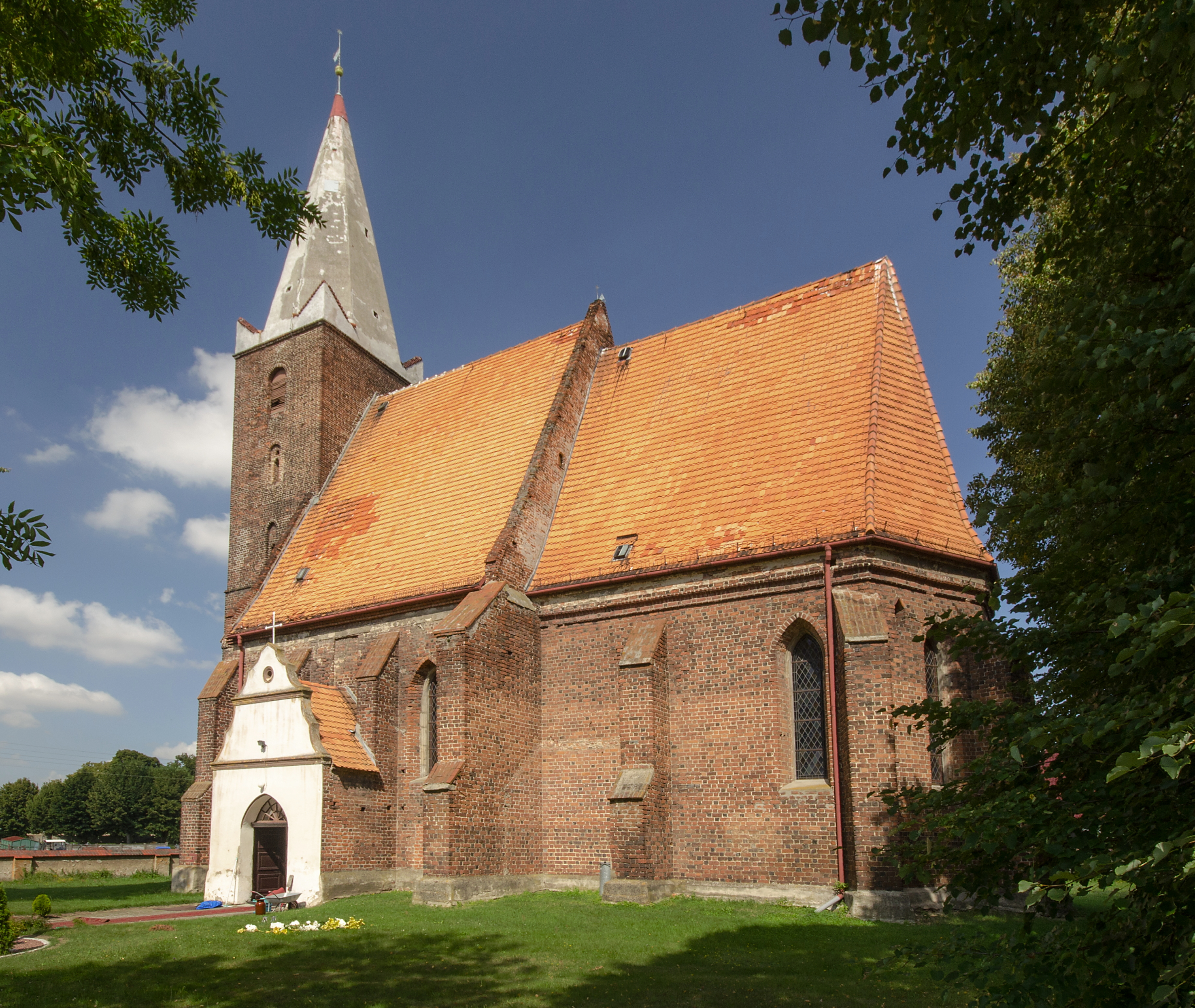
Kirche St. Martin

Das Angerdorf Zindel wurde erstmals 1136 erwähnt, als im Dorf eine hölzerne Kirche erbaut wurde. Diese brannte im 15. Jahrhundert aus und wurde durch eine steinerne Kirche ersetzt, die bis heute besteht.
Nach dem Ersten Schlesischen Krieg 1742 fiel Zindel mit dem größten Teil des Fürstentums Neisse an Preußen. Nach der Neugliederung der Provinz Schlesien gehörte die Landgemeinde Zindel ab 1816 zum Landkreis Brieg, mit dem es bis 1945 verbunden blieb. 1845 sind belegt: 106 Häuser, eine katholische Kirche und eine evangelischen Kirche. Die Einwohnerzahl lag bei 530, davon 16 katholisch. 1874 wurde der Amtsbezirk Zindel gebildet, dem die  Landgemeinden Bankau und Zindel sowie der Gutsbezirk Hochwald Forst eingegliedert wurden. Erster Amtsvorsteher war der Schulz Raabe. 1885 zählte Zindel 641 Einwohner. 1933 waren es 536 und 1939 553 Einwohner.
Als Folge des Zweiten Weltkriegs fiel Zindel 1945 mit dem größten Teil Schlesiens an Polen. Nachfolgend wurde es in Młodoszowice umbenannt und der Woiwodschaft Schlesien angeschlossen. Die einheimische deutsche Bevölkerung wurde, soweit sie nicht vorher geflohen war, weitgehend vertrieben. Die neu angesiedelten Bewohner waren teilweise Zwangsumgesiedelte aus Ostpolen, das an die Sowjetunion gefallen war.
1950 wurde Młodoszowice der Woiwodschaft Opole eingegliedert. Seit 1999 gehört es zum Powiat Brzeski.

## Sehenswürdigkeiten
- Die römisch-katholische Kirche St. Martin (Kościół św. Marcina Biskupa) wurde im 15. Jahrhundert errichtet. Eine erste Kirche wurde bereits im Jahr 1136 erwähnt, ein weiteres Mal im Jahr 1318. Für die Jahre 1591 und 1655 sind Umbauten dokumentiert. Bei Restaurierungsarbeiten wurden 1936 Wandmalereien aus dem 16. Jahrhundert entdeckt. 1990 wurde das 1809 herabgesetzte Langhausdach wieder erhöht. Die gotische Bau mit zweijochigem Chor und Kreuzrippengewölbe erhielt an der Westseite einen quadratischen Glockenturm, der um 1526 erbaut wurde. Der spätgotischen dreiflügelige Schnitzaltar wurde 1495 hergestellt. Seit der Reformation (1534) bis 1945 war die Kirche protestantisch. Nach dem Übergang an Polen 1945 wurde sie wieder katholisch.[6] Seit 1966 steht sie unter Denkmalschutz.[7]
- Der Dorffriedhof wurde im 15. Jahrhundert angelegt.[8]

## Vereine
- Freiwillige Feuerwehr OSP Młodoszowice
- Fußballverein LZS Młodoszowice